# Acétylure de cuivre(I)
L'acétylure de cuivre(I) ou acétylure cuivreux est un composé inorganique du cuivre de formule semi-développée CuC≡CCu. C'est un explosif puissant sensible à la chaleur et aux chocs, plus sensible que l'acétylure d'argent. C'est un acétylure, similaire à l'acétylure d'argent ou au carbure de calcium, cependant il n'est pas appelé carbure ou dicarbure dans la littérature. Bien que pratiquement non utilisé à cause de sa grande sensibilité et réactivité avec l'eau, il est intéressant comme curiosité car il est l'un des très rares explosifs qui détone sans produire aucun composé gazeux[réf. nécessaire].
L'acétylure de cuivre(I) peut être préparé en faisant buller de l'éthyne dans une solution de chlorure de cuivre(I) en présence d'ammoniac:
C2H2 + 2CuCl → Cu2C2 + 2HCl
Cette réaction produit un précipité rouge. Elle est utilisée comme test pour l'éthyne.
L'acétylure cuivreux est un intermédiaire réactionnel dans plusieurs réactions de synthèse organique, par exemple, le couplage de Sonogashira ou le couplage de Cadiot-Chodkiewicz. Il peut se former dans des tuyaux de cuivre ou d'alliage à fort pourcentage de cuivre (bronze, laiton, etc.) et occasionner une violente explosion. Cette constatation a été trouvée être la cause d'explosions d'usines d'éthyne et a entraîné l'abandon du cuivre dans les matériaux de construction de ces usines. Les catalyseurs au cuivre utilisés dans l'industrie pétrochimique peuvent aussi posséder un certain degré de risque dans certaines conditions.